# Geoffrey Rowell
Douglas Geoffrey Rowell (Alton, 13 febbraio 1943 – Chichester, 11 giugno 2017) è stato un vescovo anglicano e vescovo vetero-cattolico britannico.

## Biografia
Studiò presso il Winchester College e il Corpus Christi College di Cambridge. Divenne prete nel 1969, e tra il 1971 e il 1994 fu cappellano del Keble College di Oxford. Nel 1979 fu nominato cappellano esaminatore dal vescovo di Leicester, incarico che mantenne fino al 1990; tra il 1991 e il 1993 ebbe lo stesso incarico presso il vescovo di Winchester. Nel 1981 fu canonico della Cattedrale di Chichester. Nel 1994 fu nominato vescovo suffraganeo di Basingstoke, incarico che mantenne fino al suo trasferimento alla Diocesi di Gibilterra in Europa come vescovo ordinario, avvenuto nel 2001 (fu nominato il 18 ottobre nella Chiesa di Santa Margherita di Westminster, e si insediò nella Cattedrale della Santissima Trinità di Gibilterra il 1º novembre). Si è dimesso da vescovo di Gibilterra l'8 novembre 2013.
Era un appassionato studioso di Storia della Chiesa. Nel gennaio del 2007 iniziò una controversia con la sospensione del Cappellano anglicano di Istanbul, Ian Sherwood, e dell'intero Consiglio di cappellania, ivi compresa Victoria Short, vedova di Roger Short, l'Ambasciatore britannico ucciso nel Bombardamento di Istanbul del 2003. La controversia divenne più profonda il 13 gennaio 2008, quando il vescovo ordinò al presbiterato un diacono turco. Dal 2007 fino alla sua morte, Rowell è stato il gran maestro dell'Ordine di St David del Galles, St Alban e St Crescentino.

## Opere
- Love's Redeeming Work: The Anglican Quest for Holiness, Geoffrey Rowell, Kenneth Stevenson and Rowan Williams, Oxford University Press, ISBN 978-0-19-107058-7
- The Vision Glorious, Geoffrey Rowell, Oxford University Press, ISBN 978-0-19-826332-6
- Come, Lord Jesus!: Daily Readings for Advent, Christmas, and Epiphany, Geoffrey Rowell & Julien Chilcott-Monk, Morehouse Publishing, ISBN 978-0-8192-1964-0
- English Religious Traditions and the Genius of Anglicanism, Geoffrey Rowell, Abingdon Press, ISBN 0-687-11762-3 / 9780687117628 / 0-687-11762-3, 1994, 256pp.

## Per approfondire
- Who's Who, 2006 (A. & C. Black, London, 2006)